# Terrai Bainen (distrito)
Terrai Bainem é um distrito localizado na província de Mila, Argélia, e cuja capital é a cidade de Terrai Bainen.[carece de fontes?] O distrito está dividido em três comunas.